# Jan Kanty Roliński
Jan Kanty Roliński (ur. 19 października 1869, zm. 27 listopada 1925 we Lwowie) – pułkownik piechoty Wojska Polskiego, kawaler Orderu Virtuti Militari.

## Życiorys
Jan Kanty Roliński urodził się 19 października 1869 roku. 12 listopada 1919 roku został przeniesiony z Dowództwa Okręgu Etapowego Lwów do baonu wartowniczego nr 3/VI w Sokalu na stanowisko dowódcy batalionu. 14 kwietnia 1921 roku został zatwierdzony z dniem 1 kwietnia 1920 roku w stopniu podpułkownika, w piechocie, w grupie oficerów byłej armii austriacko-węgierskiej.
1 czerwca 1921 roku pełnił służbę na stanowisku dowódcy Rejonu Bezpieczeństwa Stanisławów, a jego oddziałem macierzystym był 48 pułk piechoty Strzelców Kresowych.
26 października 1923 roku Prezydent RP Stanisław Wojciechowski zatwierdził go w stopniu pułkownika.
Został przeniesiony w stan spoczynku i zatrzymany w służbie czynnej. Pozostawał na etacie przejściowym, w Rezerwie Oficerów Sztabowych przy Dowództwie Okręgu Korpusu Nr VI we Lwowie, a jego oddziałem macierzystym był nadal 48 pułk piechoty Strzelców Kresowych w Stanisławowie. Z dniem 1 marca 1924 roku został mu udzielony urlop, a z dniem 31 maja tego roku został zwolniony z czynnej służby wojskowej i na powrót przeniesiony w stan spoczynku.
Zmarł 27 listopada 1925 roku we Lwowie. 30 listopada 1925 roku został pochowany na Cmentarzu Obrońców Lwowa.

## Ordery i odznaczenia
- Krzyż Srebrny Orderu Wojskowego Virtuti Militari
- Krzyż Walecznych
- Odznaka Honorowa „Orlęta”